# Radožda
Radožda (makedonska: Радожда) är en ort i Nordmakedonien. Den ligger i kommunen Struga, i den sydvästra delen av landet, 120 kilometer sydväst om huvudstaden Skopje. Radožda ligger 706 meter över havet och antalet invånare är 808. Den ligger vid Ohridsjön.